# Tallinn-Tartu Grand Prix 2012
Il Tallinn-Tartu Grand Prix 2012, undicesima edizione della corsa, valido come evento dell'UCI Europe Tour 2012 categoria 1.1, si svolse il 25 maggio 2012 su un percorso di 198,5 km. Fu vinto dal francese Saïd Haddou, che concluse la gara in 4h30'47" alla media di 43,98 km/h.
Alla partenza erano presenti 107 ciclisti 97 dei quali portarono a termine il percorso.

## Ordine d'arrivo (Top 10)
| Pos. | Corridore            | Squadra        | Tempo   |
| ---- | -------------------- | -------------- | ------- |
| 1    | Saïd Haddou          | Europcar       | 4h30'47 |
| 2    | Clinton Avery        | Champion Sys.  | s.t.    |
| 3    | Blaž Furdi           | Tirol          | s.t.    |
| 4    | Andris Vosekalns     | Rietumu-Delfin | s.t.    |
| 5    | Christian Bertilsson | Cykelcity      | s.t.    |
| 6    | Rein Taaramäe        | Cofidis        | s.t.    |
| 7    | Stefan Schumacher    | Christina Wat. | s.t.    |
| 8    | Maroš Kováč          | Dukla Trenčín  | s.t.    |
| 9    | Alexander Wetterhall | Endura Racing  | s.t.    |
| 10   | Yohann Gène          | Europcar       | a 8"    |